# Jimmy Kimmel Live!
Jimmy Kimmel Live! – amerykański late-night talk-show prowadzony przez Jimmy’ego Kimmela nadawany na antenie ABC od 2003 roku.
W serwisie YouTube kanał programu miał pod koniec 2018 roku 12,4 mln subskrybentów.

## Przypisy

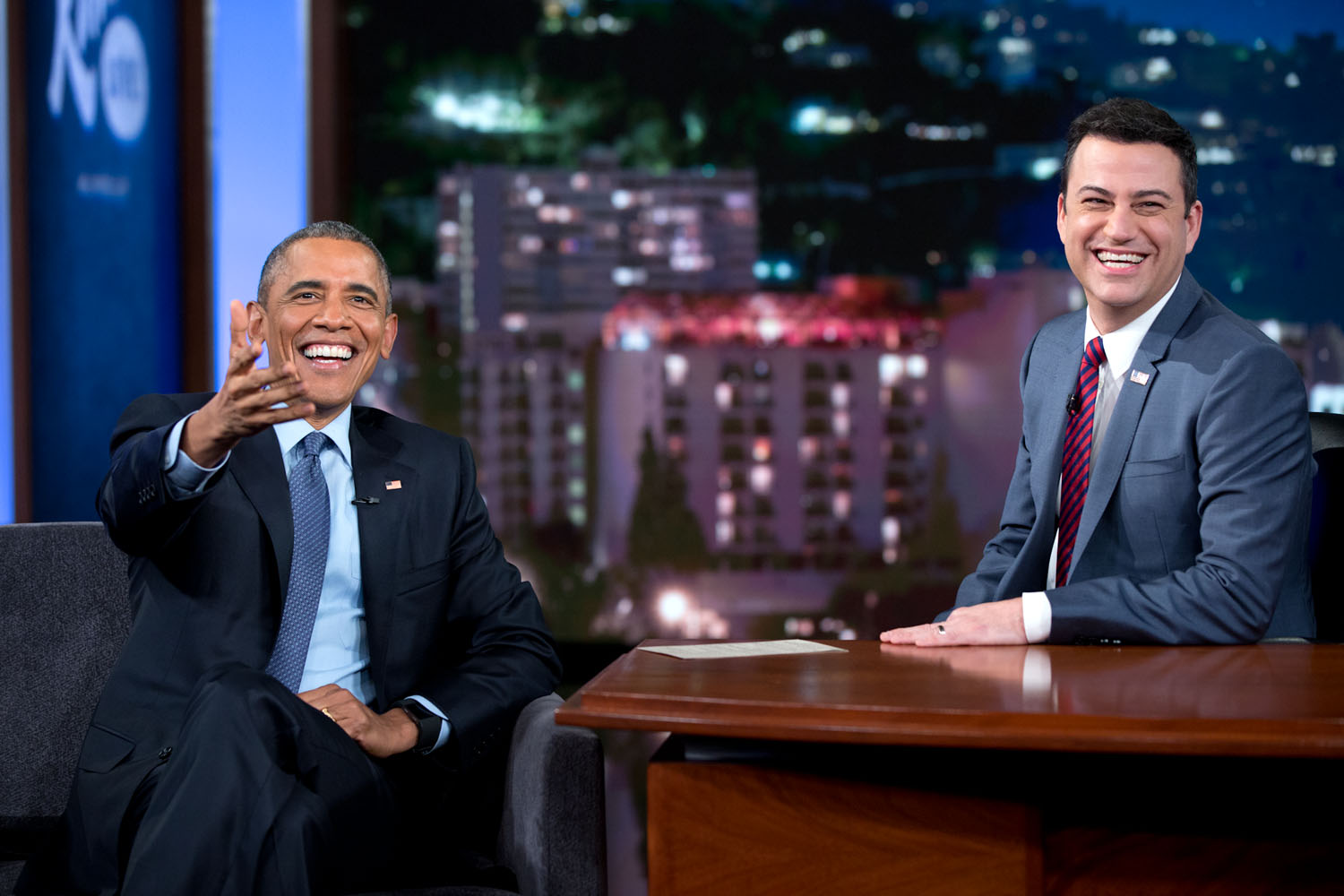
Prezydent Barack Obama i Jimmy Kimmel podczas jednego z odcinków programu (2015)